# Loxostege crocalis
Loxostege crocalis là một loài bướm đêm trong họ Crambidae.